# Tab (Ungheria)
Tab è una città di 5.089 abitanti situata nella contea di Somogy, nell'Ungheria centro-occidentale.

## Amministrazione

### Gemellaggi
- Dettenhausen, Germania
- Zemné, Slovacchia
- Tešedíkovo, Slovacchia
- Băile Tușnad, Romania